# Taylor (Wisconsin)
Taylor ist eine Gemeinde (mit dem Status „Village“) im Jackson County im US-amerikanischen Bundesstaat Wisconsin. Im Jahr 2010 hatte Taylor 476 Einwohner.

## Geografie
Taylor liegt im Westen Wisconsins am Südufer des Trempealeau River, einem linken Nebenfluss des Mississippi. Dieser bildet rund 60 km westlich die Grenze zu Minnesota.
Die geografischen Koordinaten von Taylor sind 44°19′16″ nördlicher Breite und 91°07′12″ westlicher Länge. Das Gemeindegebiet erstreckt sich über eine Fläche von 1,89 km² und ist vollständig von der Town of Springfield umgeben, ohne dieser anzugehören.
Nachbarorte von Taylor sind Northfield (23,5 km nördlich), Hixton (12,6 km nordöstlich), Black River Falls (24,1 km östlich), Melrose (27,4 km südsüdöstlich), Ettrick (26,1 km südwestlich), Blair (11,7 km westsüdwestlich), Whitehall (23,4 km westnordwestlich) und Pigeon Falls (16,9 km nordnordwestlich).
Die nächstgelegenen größeren Städte sind Green Bay am Michigansee (293 km östlich), Wisconsins Hauptstadt Madison (237 km südöstlich), Wisconsins größte Stadt Milwaukee (345 km in der gleichen Richtung), La Crosse am Mississippi (80,1 km südlich), Rochester in Minnesota (140 km westsüdwestlich), die Twin Cities in Minnesota (209 km westnordwestlich) und Eau Claire (78,1 km nordwestlich).

## Verkehr
Der entlang des Nordufers des Trempealeau River verlaufende Wisconsin State Highway 95 führt am nördlichen Ortsrand von Taylor vorbei. In der Ortsmitte von Taylor treffen die County Highways P und N zusammen. Alle weiteren Straßen sind untergeordnete Landstraßen, teils unbefestigte Fahrwege sowie innerörtliche Verbindungsstraßen.
Eine entlang des Südufers des Trempealeau River verlaufende Eisenbahnstrecke der Canadian National Railway führt durch das Ortsgebiet von Taylor.
Die nächsten Flughäfen sind der Dane County Regional Airport in Madison (230 km südöstlich) und der Minneapolis-Saint Paul International Airport (225 km westnordwestlich).

## Bevölkerung
Nach der Volkszählung im Jahr 2010 lebten in Taylor 476 Menschen in 212 Haushalten. Die Bevölkerungsdichte betrug 251,9 Einwohner pro Quadratkilometer. In den 212 Haushalten lebten statistisch gesehen je 2,25 Personen. 
Ethnisch betrachtet setzte sich die Bevölkerung zusammen aus 98,3 Prozent Weißen, 0,6 Prozent Afroamerikanern, 0,6 Prozent amerikanischen Ureinwohnern sowie 0,2 Prozent Asiaten; 0,2 Prozent stammten von zwei oder mehr Ethnien ab. Unabhängig von der ethnischen Zugehörigkeit waren 3,4 Prozent der Bevölkerung spanischer oder lateinamerikanischer Abstammung. 
23,1 Prozent der Bevölkerung waren unter 18 Jahre alt, 62,6 Prozent waren zwischen 18 und 64 und 14,3 Prozent waren 65 Jahre oder älter. 51,1 Prozent der Bevölkerung war weiblich.
Das mittlere jährliche Einkommen eines Haushalts lag bei 30.865 USD. Das Pro-Kopf-Einkommen betrug 17.102 USD. 32,8 Prozent der Einwohner lebten unterhalb der Armutsgrenze.